# اندیس گرانیت‌های جنوب شرق
گرانیت‌های جنوب شرق یک اندیس فلزی است که در حوالی شهر باشتین استان خراسان قرار دارد و مادهٔ معدنی موجود در آن، مس است.سنگ میزبان این اندیس آندزیت، بازالت، گرانیت است  در این اندیس، پاراژنز‌های پیریت یافت می‌شوند.